# Diecezja Tehuantepec
Diecezja Tehuantepec (łac. Dioecesis Tehuantepecensis) – diecezja Kościoła rzymskokatolickiego w Meksyku. 

## Historia
23 listopada 1891 roku papież Leon XIII konstytucją apostolską Illud in primis erygował diecezję Tehuantepec. Dotychczas wierni z tym terenów należeli do archidiecezji Antequera.
23 maja 1959 roku diecezja utraciła część swego terytorium na rzecz nowo powstającej diecezji San Andrés Tuxtla, zaś 14 marca 1984 roku na rzecz prałatury terytorialnej Mixes.

## Ordynariusze
- José Mora y del Rio (1893 - 1901)
- Carlos de Jesús Mejía y Laguana CM (1902 - 1907)
- Ignacio Placencia y Moreira (1907 - 1922)
- Jenaro Méndez del Río (1923 - 1933)
- Jesús Villareal y Fierro (1933 - 1959)
- José de Jesús Clemens Alba Palacios (1959 - 1970)
- Arturo Lona Reyes (1971 - 2000)
- Felipe Padilla Cardona (2000 - 2009)
- Óscar Armando Campos Contreras (2010 - 2017)
- Crispin Ojeda Márquez (od 2018)